# Warton, Warwickshire
Warton är en by i Warwickshire i England. Byn är belägen 38 km 
från Warwick. Orten har 1 370 invånare (2015).